# Ноче (Пиза)
Ноче је насеље у Италији у округу Пиза, региону Тоскана.
Према процени из 2011. у насељу је живело 77 становника. Насеље се налази на надморској висини од 14 м.